# Yurizan Beltran

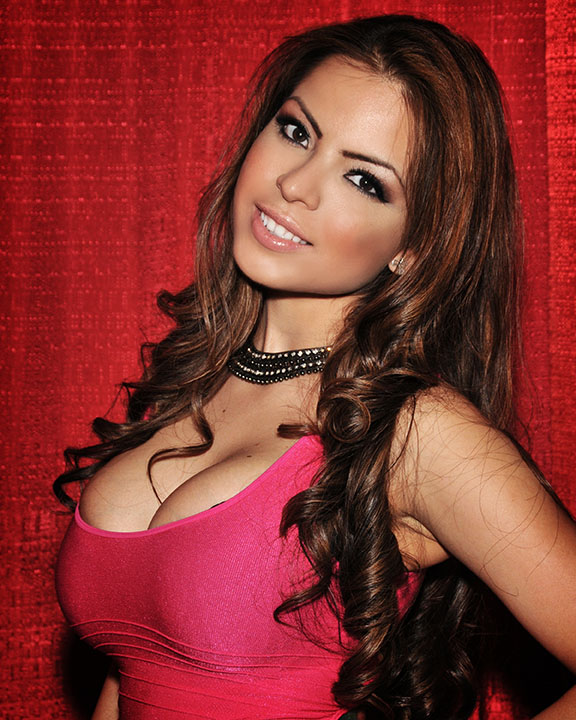
Yurizan Beltran 2013

Yurizan Beltran (* 2. November 1986 in Los Angeles, Kalifornien; † 13. Dezember 2017 in Bellflower, Kalifornien) war eine US-amerikanische Pornodarstellerin und Schauspielerin. Sie war auch unter dem Künstlernamen Yuri Luv aktiv.

## Leben
Yurizan Beltran wuchs in Long Beach in einer Familie mit mexikanischen Wurzeln und in ärmlichen Verhältnissen auf. Sie begann ihre Karriere zunächst als Hooters Girl in Südkalifornien. 2005 begann sie als Webcamgirl auf ihrer eigenen Website SweetYurizan.com. 2005 begann sie mit ihrem ersten pornografischen Film. Im selben Jahr spielte sie im Low-Budget-Horrorfilm Werewolf in a Women’s Prison mit. 
2006 und 2007 modelte Beltran unter anderem für Hustler, Playboy und Penthouse. Für das Automobilmagazin Lowrider gab sie in der Dezember-Ausgabe 2005 das Cover Girl. 2009 begann sie in der Pornoindustrie zu arbeiten, drehte allerdings zunächst nur Lesben-, Solo- oder Non-Sex-Szenen. Sie arbeitete unter anderem für New Sensations, Reality Kings, Digital Playground und Twistys.com. Ihre erste Szene mit einem Mann hatte sie 2010 im Film Big Tits Round Asses 20 von Bangbros.com. Sie war mehrmals für einen AVN Award in verschiedenen Kategorien nominiert. 
2009 spielte sie Jade in der Romantischen Komödie Rice on White von Talun Hsu. 
Beltran verstarb am 13. Dezember 2017 an einer Drogenüberdosis in Bellflower, Kalifornien. Sie wurde von ihrem Vermieter tot in ihrem Bett gefunden. Später wurde bekannt gegeben, das sie an einer Bronchopneumonie verstarb, die von einer Überdosis des verschreibungspflichtigen Medikaments Hydrocodon herrührte. Sie war neben Shyla Stylez, August Ames, Olivia Nova und Olivia Lua eine von fünf Pornodarstellerinnen, die um den Jahreswechsel 2017/18 innerhalb weniger Wochen nacheinander gestorben waren.

## Filmografie

### Filme
- 2006: Werewolf in a Women’s Prison
- 2017: Rice on White

### Pornofilme (Auswahl)
- 2009: Not Monday Night Football XXX
- 2010: BatFXXX: Dark Knight Parody
- 2010: Fly Girls
- 2011: American Dad XXX: An Exquisite Films Parody
- 2011: Angels and Demons
- 2012: This Ain't Avatar XXX 2: Escape From Pandwhora
- 2012: Load Warriors 2
- 2012: Mexxxican Muffia 5: Women In Power
- 2014: Bangin' Behind Bars: Jail Tail
- 2017: Much Ado About Fuckin'